# Taxidermy
Albums de Queen Adreena
Néant Drink Me
(2002)
Taxidermy est le premier album de Queen Adreena sorti le 11 avril 2000 sur le label Blanco y Negro Records. L'album n'est aujourd'hui plus pressé et demeure assez difficilement trouvable. Une version de l'album contient un film de Martina Hoogland-Ivanow, présent sur le CD.

## Liste des morceaux
1. "Cold Fish" – 2:08
2. "Soda Dreamer" – 3:39
3. "I Adore You" – 3:24
4. "Yesterday's Hymn" – 3:04
5. "Pretty Polly" – 5:10
6. "Yemaya" – 2:48
7. "Madraykin" – 3:58
8. "X-ing Off the Days" – 4:21
9. "Hide from Time" – 4:39
10. "Friday's Child" – 3:09
11. "Sleepwalking" – 4:22
12. "Are the Songs My Disease?" – 3:23
13. "Weeds" – 3:29

## Composition du groupe
- Katie Jane Garside - chant
- Crispin Gray - guitare
- Orson Wajih - guitare basse
- Billy Freedom - batterie